# Torontáli HÉV
A Torontáli helyiérdekű vasutak építési hossza: 215,1 km, névleges építési tőkéje 7 270 700 forint volt, melyet 2 240 400 forint névértékű törzsrészvénnyel, 2 099 000 forint névértékű elsőbbségi részvénnyel és 2 751 300 forint névértékű 41/2%-os elsőbbségi kötvénnyel gyűjtöttek össze.

## Fővonalai
- Nagybecskerek–Párdány (*1889)
- Szécsány–Nagymargita (*1889)
- Nagymargita–Versec (*1891)
- Nagybecskerek–Pancsova (*1894)
- Párdány–Zsombolya (*1895)
- Szécsány–Számos–Alibunár (*1898)
- Szamos–Antalfalva (*1898)

## Keskenynyomközű vonalak
- Nagybecskerek–Zsombolya (*1898)

## A társaság által kezelt vonalak
- Módos–Temesvár 52,2 km

Az igazgatóság székhelye Nagybecskerek volt.